# Tranquebar

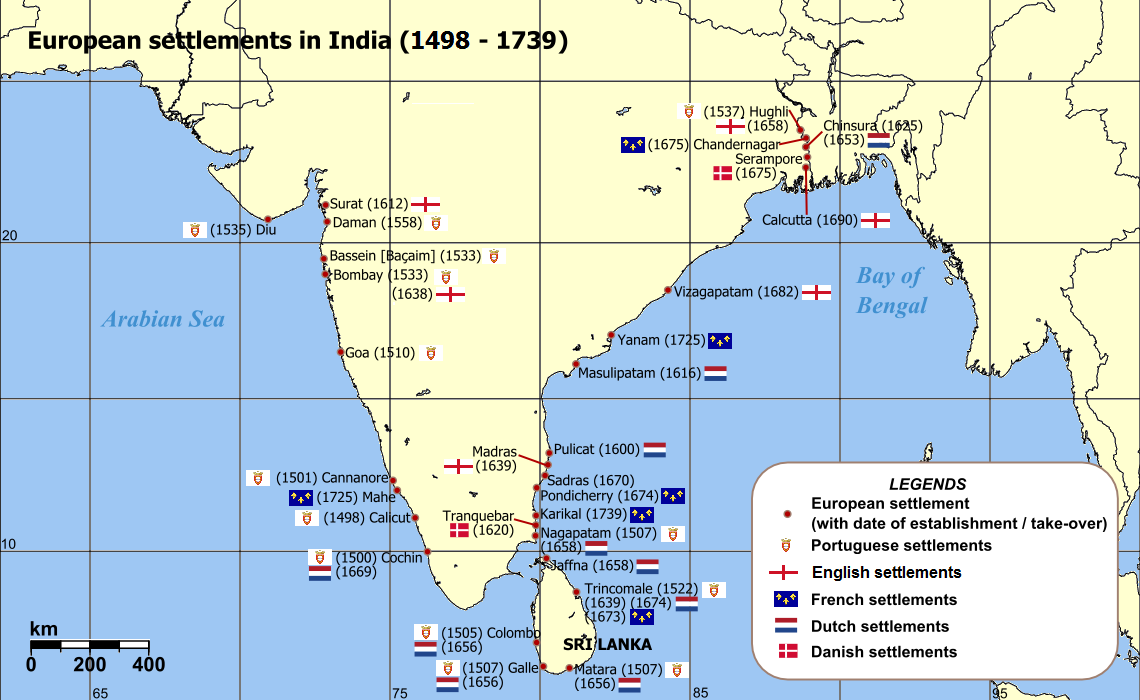
Colònies europees a l'Índia.

Tranquebar (modernament adoptat el nom tàmi de Tarangampadi o Tharangampadi que vol dir "El poble de les onades"; antigament Sadanganpadi) és una ciutat portuaria i nagar panchayat al districte de Nagapattinam a Tamil Nadu. Fou la principal colònia danesa a l'Índia (1620-1845) amb el nom de Trankebar o Tranquebar derivat del tàmil Tarangambadi. Consta al cens del 2001 amb una població de 20.841 habitants. La població un segle enrere, el 1901, incloent el suburbi de Poraiyar, era de 13.142 habitants.

## Història
La Companyia Danesa de les Índies Orientals va obtenir el 1620 una concessió de terra del nayak de Tanjore, que fou la colònia de Tranquebar on es va construir una fortalesa anomenada Fort Dansborg obra del capità Ove Gjedde. El 1624 va passar a domini reial. El 1706 van arribar els primers missioners protestants Ziegenbalg i Plutschau, i van fundar una missió sota el patronatge del rei Frederic IV de Dinamarca; l'església, una de les primers protestants de l'Índia, es va construir el 1718 i va estendre la seva influència sobre gran part del país tàmil. Quan el missioner Swartz, que va ser l'ànima de l'expansió, va abandonar Tranquebar el 1762 la seva obra va començar a decaure. En la guerra de 1780-1781 Haidar Ali de Mysore va cobrar una multa als danesos de 140.000 rupies per haver venut armes al nawab d'Arcot.
El 1801 la ciutat fou ocupada pels britànics durant les guerres a Europa en temps de Napoleó, però restaurada per la pau de Kiel de 1814. El 1820 la missió protestant es podia donar per liquidada; el 1841 la societat de Dresden (després Missió Luterana Evangèlica de Leipzig) va agafar el relleu. El 1845, objecte de boicot dels britànics, les colònies daneses van haver de ser venudes a la Gran Bretanya (Tranquebar, Serampore i illes Nicobar) per 12 lakhs de rupies. Tranquebar havia estat un port molt important, i va recuperar llavors una part de la importància que havia tingut i havia perdut als darrers anys. Fou declarada capital del districte de Tanjore, però va perdre aquesta condició el 1860 i va decaure final i definitivament el 1861 quan es va obrir el ferrocarril fins a Nagapattinam. La fortalesa danesa estava en part en ruïnes al final del segle xix i no fou restaurada fins al 2002.

## Galeria

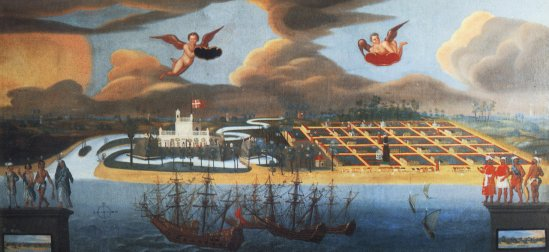
Tranquebar vers 1600.
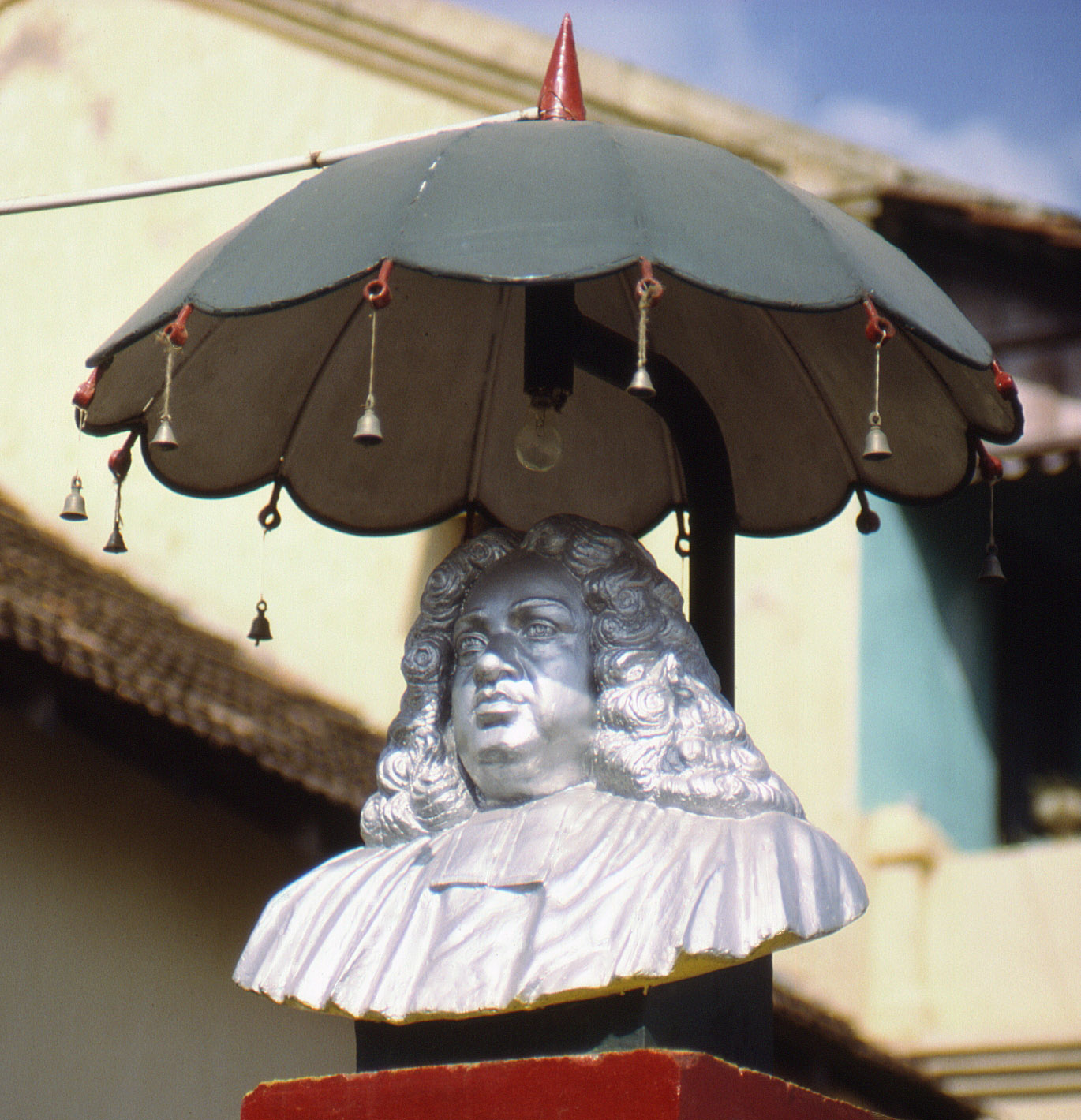
Bartholomäus Ziegenbalg, monument a Tranquebar.
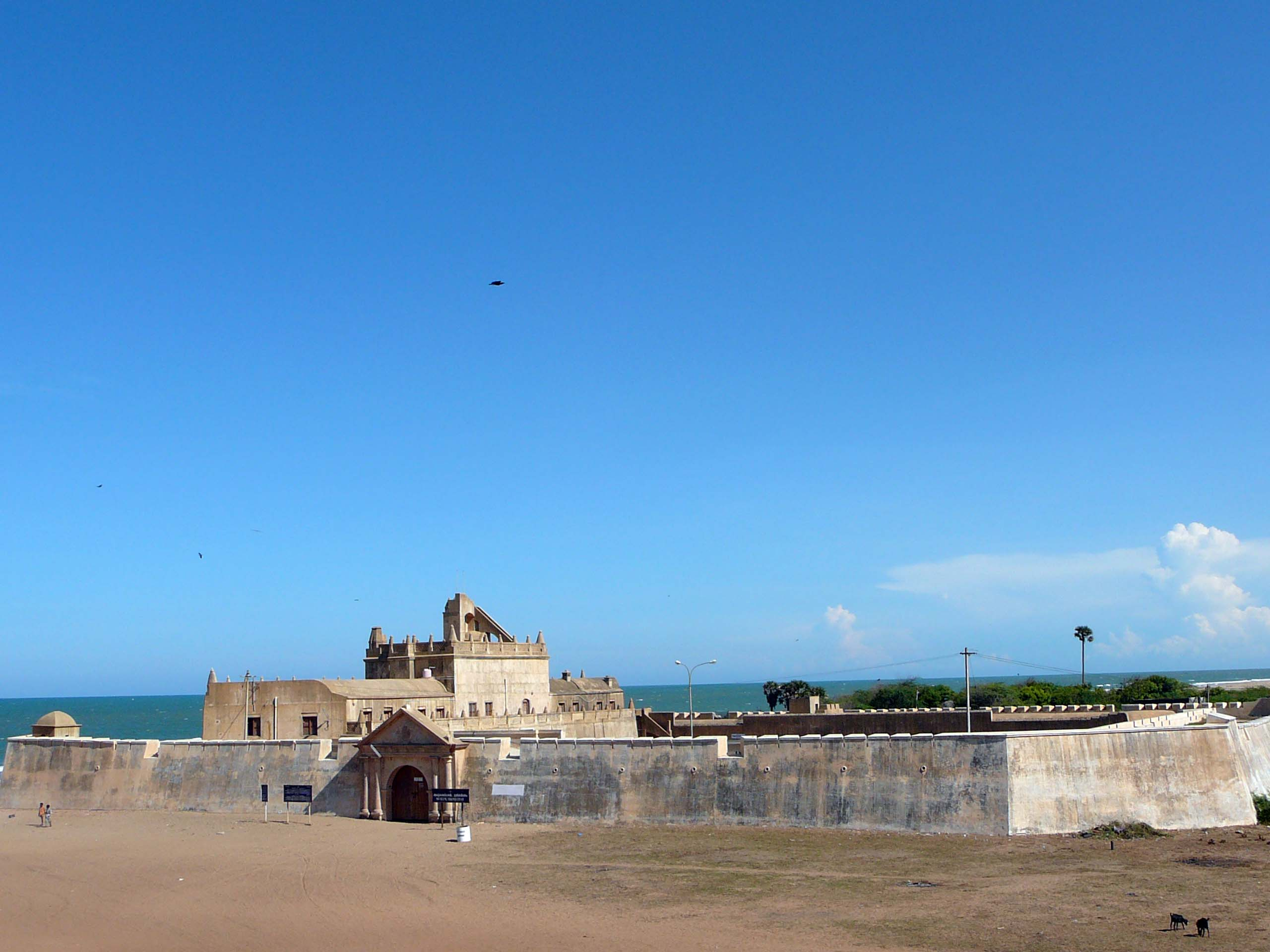
Fort Dansborg
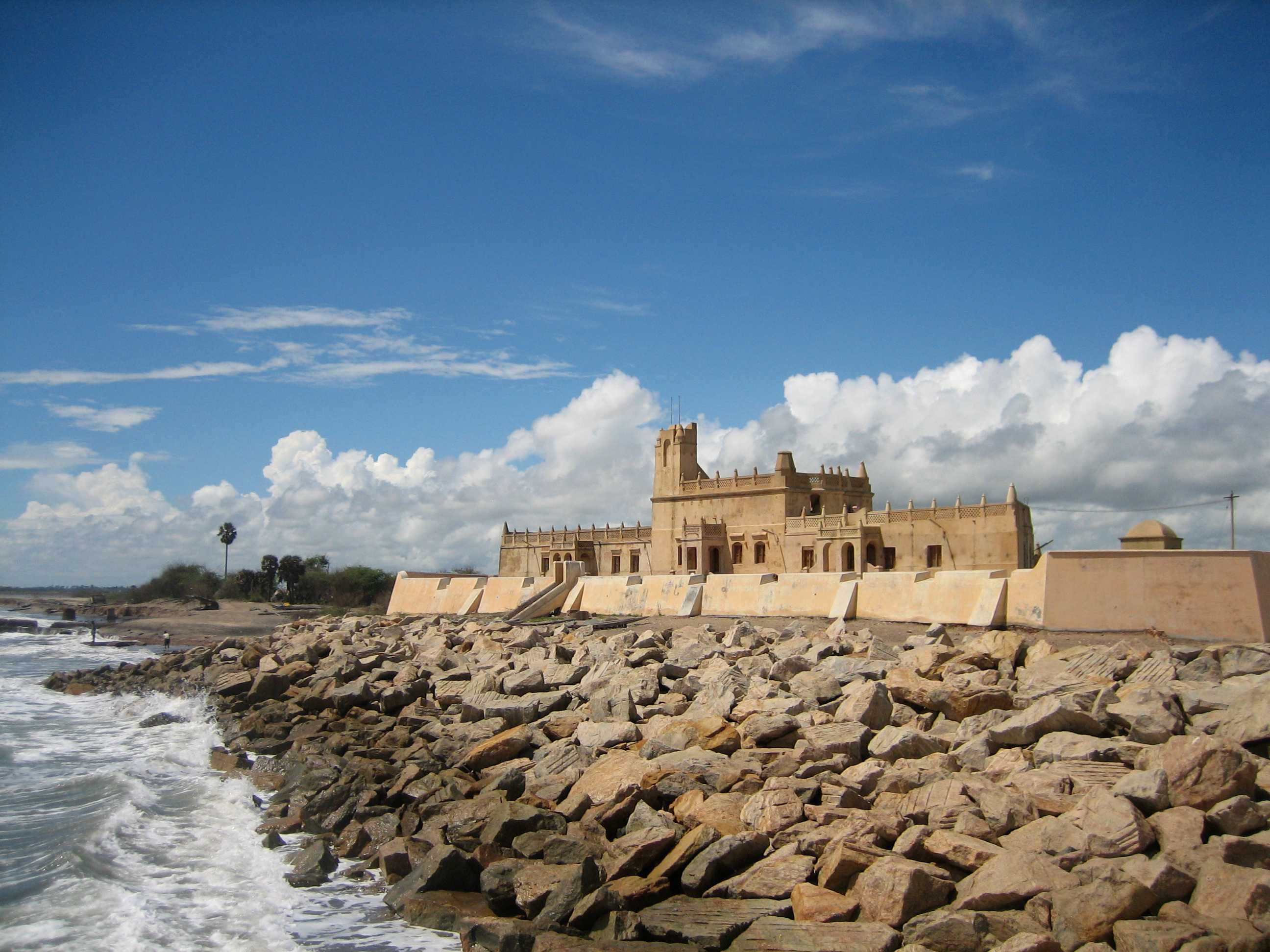
Fort Dansborg